# Земледелец (Воронежская область)
Земледе́лец — посёлок в Бутурлиновском районе Воронежской области.
Входит в состав Бутурлиновского городского поселения.

## География
Площадь посёлка — 38,53 га.

## Население
| 2010 |
| ---- |
| 24   |

## Улицы
В посёлке имеются две улицы: Дачная и Оскошная.